# Bridgeton (Nova Jérsei)
Bridgeton é uma cidade localizada no estado americano de Nova Jérsei, no Condado de Cumberland.

## Demografia
Segundo o censo americano de 2000, a sua população era de 22.771 habitantes. 
Em 2006, foi estimada uma população de 24.389, um aumento de 1618 (7.1%).

## Geografia
De acordo com o United States Census Bureau tem uma área de 
16,7 km², dos quais 16,1 km² cobertos por terra e 0,6 km² cobertos por água. Bridgeton localiza-se a aproximadamente 33 m acima do nível do mar.

## Localidades na vizinhança
O diagrama seguinte representa as localidades num raio de 12 km ao redor de Bridgeton. 